# Amanita ochrophylla
Amanita ochrophylla (Mordecai Cubitt Cooke & George Edward Massee, 1889 ex John Burton Cleland, 1924), din încrengătura Basidiomycota, în familia Amanitaceae și de genul Amanita este o specie de ciuperci necomestibile, probabil chiar otrăvitoare care trăiește doar în Australia, în special în sud-estul continentului (Victoria, New South Wales. Unele exemplare au fost găsite și în nord-est (Queensland) pre cum pe insula Tasmania (Mount Wellington). Se dezvoltă pe soluiri nisipoase, în grupuri, în păduri umede, între altele în cele de eucalipt, dar, de asemenea, sub Allocasuarina torulosa și Callitris columnaris (tot o coniferă), cu predilecție după ploi abundente în perioada caldă. Un studiu de teren a arătat că corpurile fructelor A. ochrophylla cu profil genetic identic a fost găsit acoperind suprafețe de până la 60 de m diametru, sugerând că o singură genetă era responsabilă și, prin urmare, aceste unități ar putea avea până la 60 m diametru în pădurea de eucalipt netulburată.

## Taxonomie

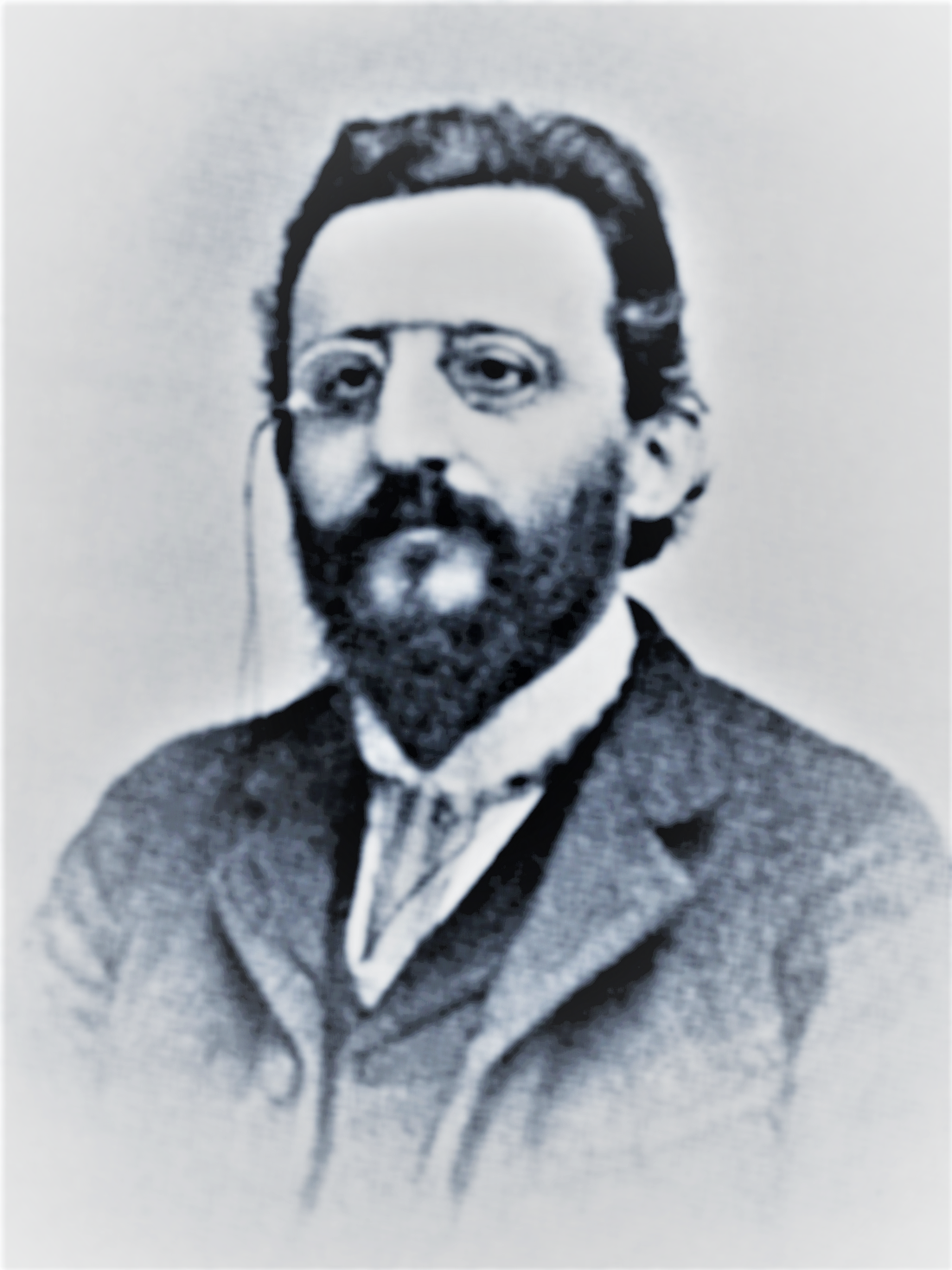
P. A. Saccardo

Numele binomial a fost determinat de micologii englezi Mordecai Cubitt Cooke și George Edward Massee drept Agaricus ochrophyllus în volumul 18 al jurnalului micologic Grevillea din 1889.
Apoi, în 1891, micologul italian Pier Andrea Saccardo a transferat specia la genul Lepiota în volumul 9 al operei sale Sylloge fungorum omnium husque cognitorum, ce s-a dovedit greșit.
În urmă, micologul australian John Burton Cleland a plasat specia corect la genul Amanita cu același epitet specific, de verificat în volumul 48 al jurnalului științific Transactions and Proceedings of the Royal Society of South Australia din 1924, fiind numele curent valabil. (2025).
Sinonim obligatoriu este Aspidella ochrophylla a micologului elvețian Edouard-Jean Gilbert din 1940.
Mai departe, și forma Lepiota procera f. ochrophylla creată de micologul brazilian João Rick în 1939, este acceptată sinonim.
Epitetul specific se trage din cuvintele de limba greacă veche (greacă veche Ώχρα=ocru), și (greacă veche πηλός= argilă, lut, noroi), datorită aspectului coloritului.

## Descriere
Ordinul Agaricales este de diversificare foarte veche (între 178 și 139 milioane de ani), începând din timpul perioadei geologice în Jurasic în diferență de exemplu cu genul Boletus (între 44 și 34 milioane de ani).
- Pălăria: are un diametru de 5-15 (20) cm (atingând până la 30 cm), este groasă și cărnoasă, la început semisferică până convexă cu marginea puțin zdrențuită, matură devenind plat-convexă, la bătrânețe plată cu marginea slab îndoită în sus și nu rar cu puține crăpături longitudinale adânci. Cuticula netedă și mată este presărată cu solzi largi și plați grupați în apropierea centrului. Uneori se iscă și spre margine, acei însă sunt mici și subțiri.  Solzii sunt rămășițele ale vălului universal. Coloritul este ocru spălăcit, uneori cu nuanțe de portocaliu sau roz, solzii fiind ceva mai închiși la culoare decât cuticula.
- Lamelele: învăluite la început de o cortină murdar gălbuie (rest al vălului parțial), sunt foarte subțiri, aglomerate (de acea ocazional cu aspect curbat) cu unul sau două seturi de lameluțe intercalate de lungime diferită și libere spre picior, muchiile fiind netede. Coloritul este cremos, devenind mai închis pe măsură ce ciupercile îmbătrânesc.
- Piciorul: cu o lungime de 6-10 (15) cm și o lățime de 1,5-3,5 cm este gros, destul de solid, plin și cilindric și plin pe interior, cu suprafața glabră presărată cu rămășite de văl efemere, dar oarecum fibroasă pe bulb. Baza proeminentă, turbinată (formă de con inversat) atinge ușor un diametru de 4-4,5 cm în aria cea mai largă. Prezintă un inel dublu care ajută la identificarea speciei. Inelul superior, principal, alb murdar, este atașat sus pe tulpină, chiar sub lamele fiind membranos și se poate rupe. Al doilea inel este mai mic și mai gros, dar trecător .Coloritul este albicios, alb-maroniu până la ocraceu.
- Carnea: albă este groasă și mai degrabă ceva moale. Nu se decolorează după tăiere. Mirosul, este neremarcabil când buretele este tânăr, dar repede dezgustător dulce și stătut, „ca de furnici”, fiind fără nici un gust. Deja după scurt timp, ciuperca este atacată extrem de puternic de larvele unor țânțari din familia Mycetophilidae care o descompun în decursul de numai puține ore.[4][5]
- Caracteristici microscopice: are spori albi, alungit elipsoidali, netezi, puternic amilozi (ce înseamnă colorabilitatea structurilor tisulare folosind reactivi de iod), având o mărime de 9 (9,3)-10,5 (10,8) × 5,5-7,5 microni. Pulberea lor este albă. Basidiile clavate cu 4 sterigme fiecare măsoară 50-65 x 10-12 microni. Cheilocistide (cistide de pe muchia lamelor) sunt ovoidfle pänä subglobuloase. Pleurocistide (cistide situate în himenul de pe fețele lamelor) n-au fost observate. Pileipellis este o cutis de hife filamentoase.[15]
- Reacții chimice: nu sunt cunoscute.

...

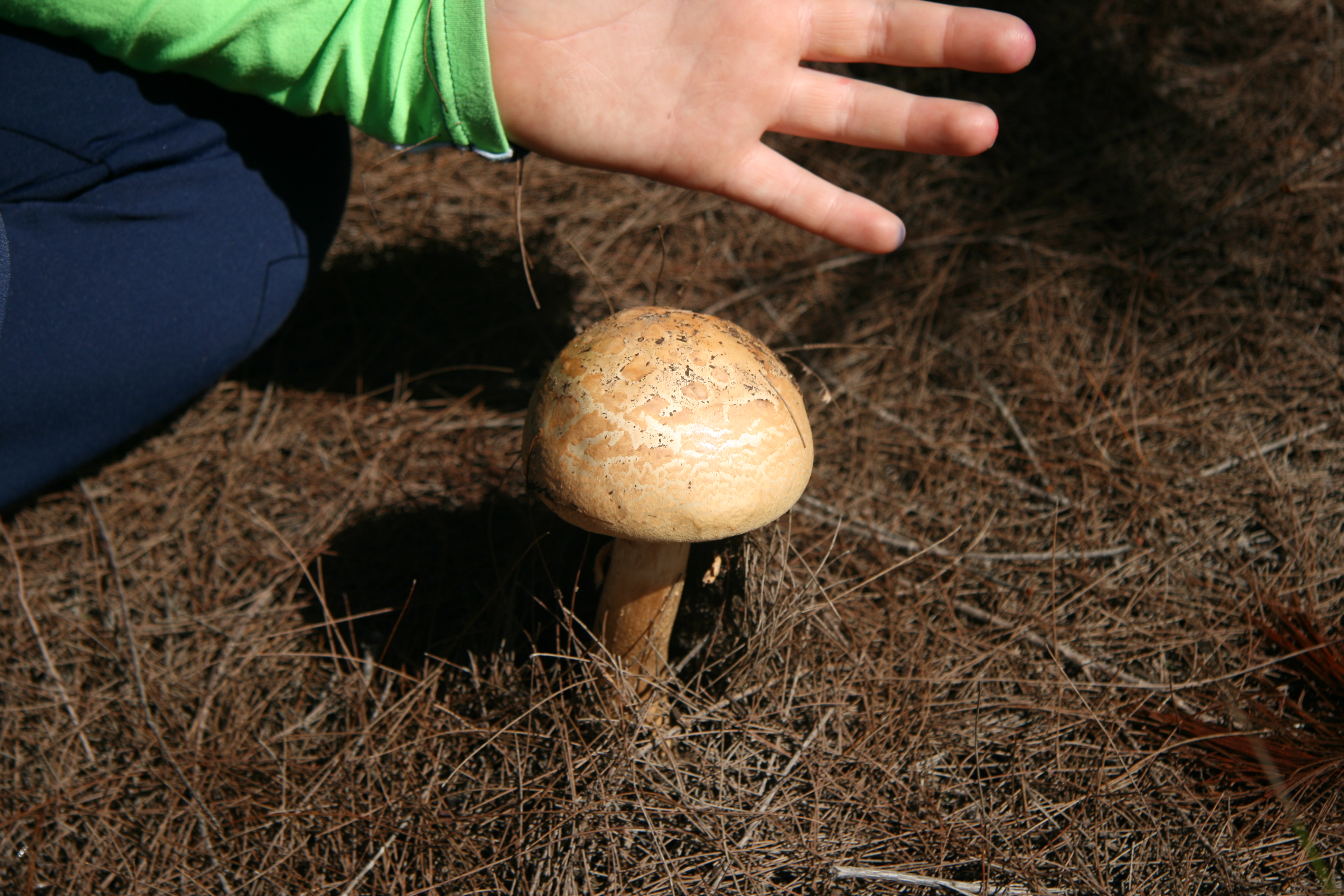
A. ochrophylla tânără
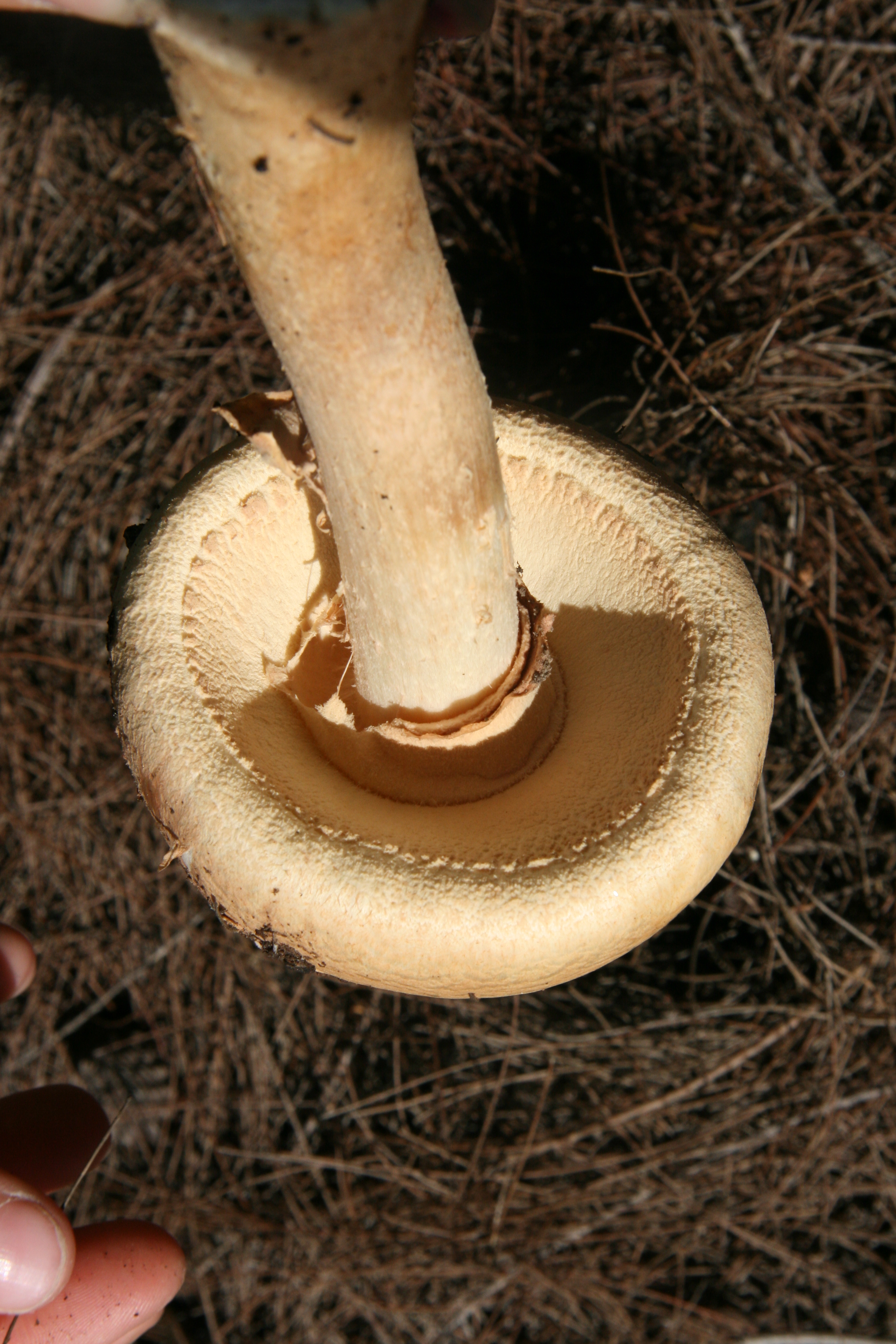
A. ochrophylla tânără, partea inferioară
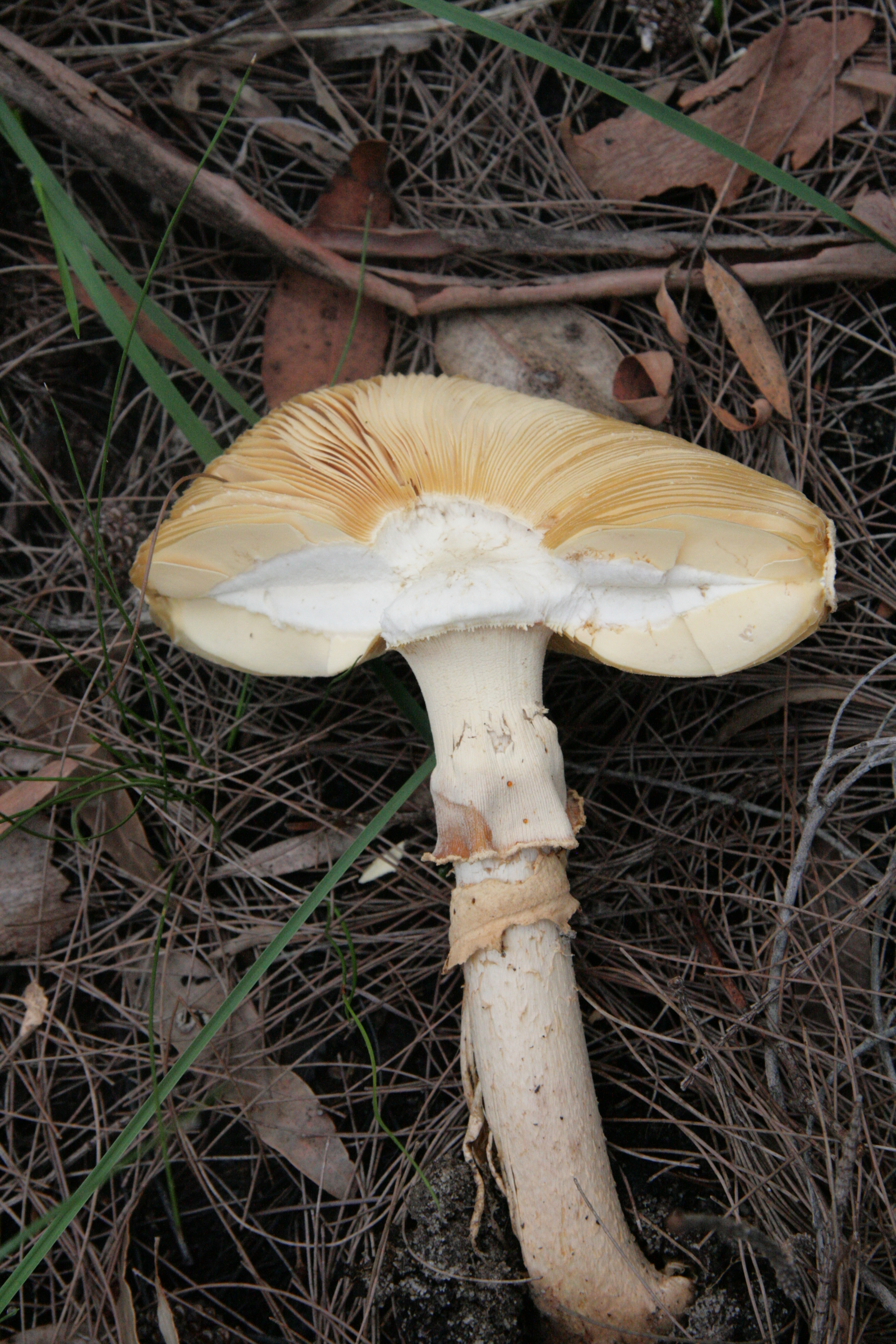
A. ochrophylla bătrână
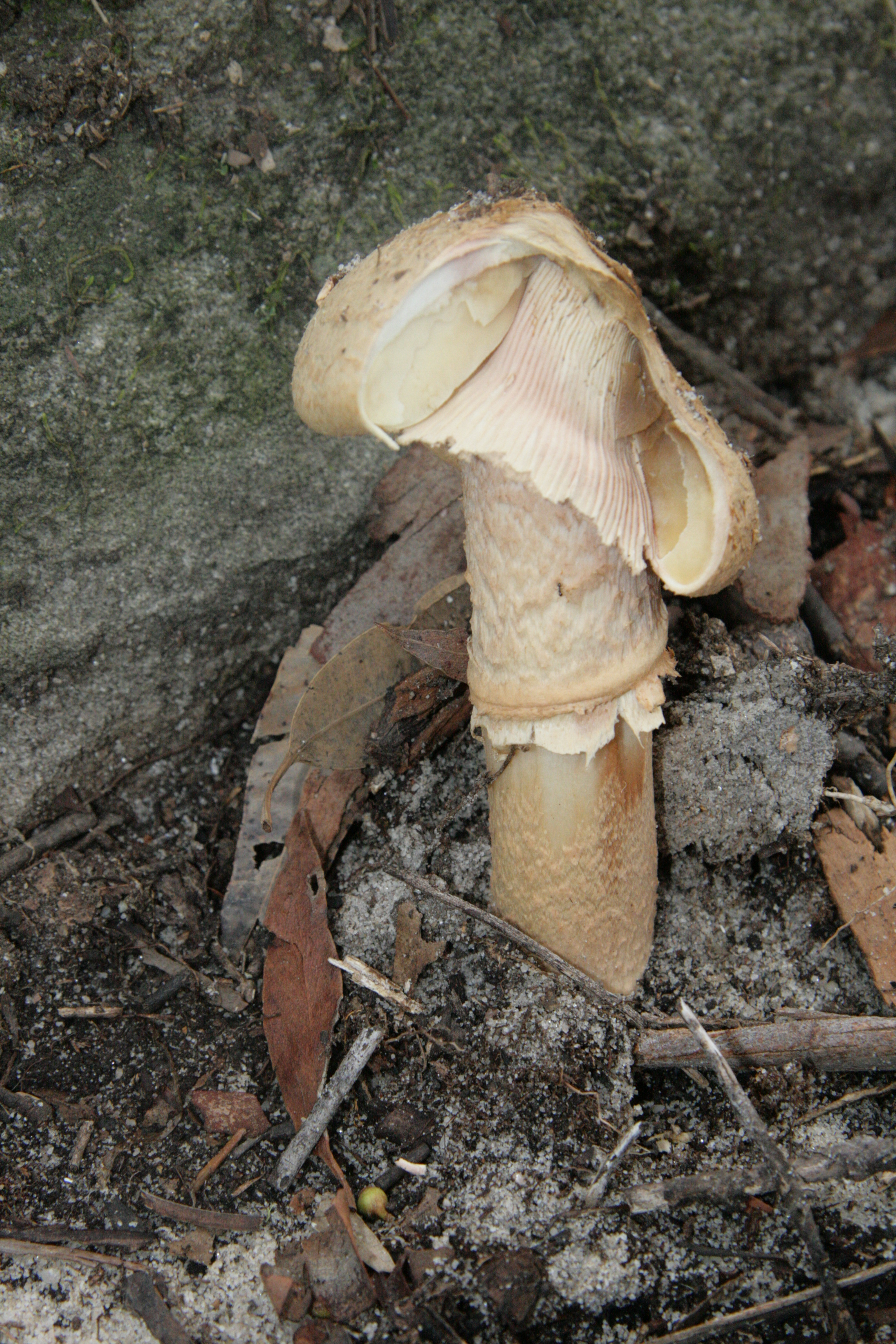
AmanitaGRNP2]]|A. ochrophylla, lamele (lateral), inel dublu
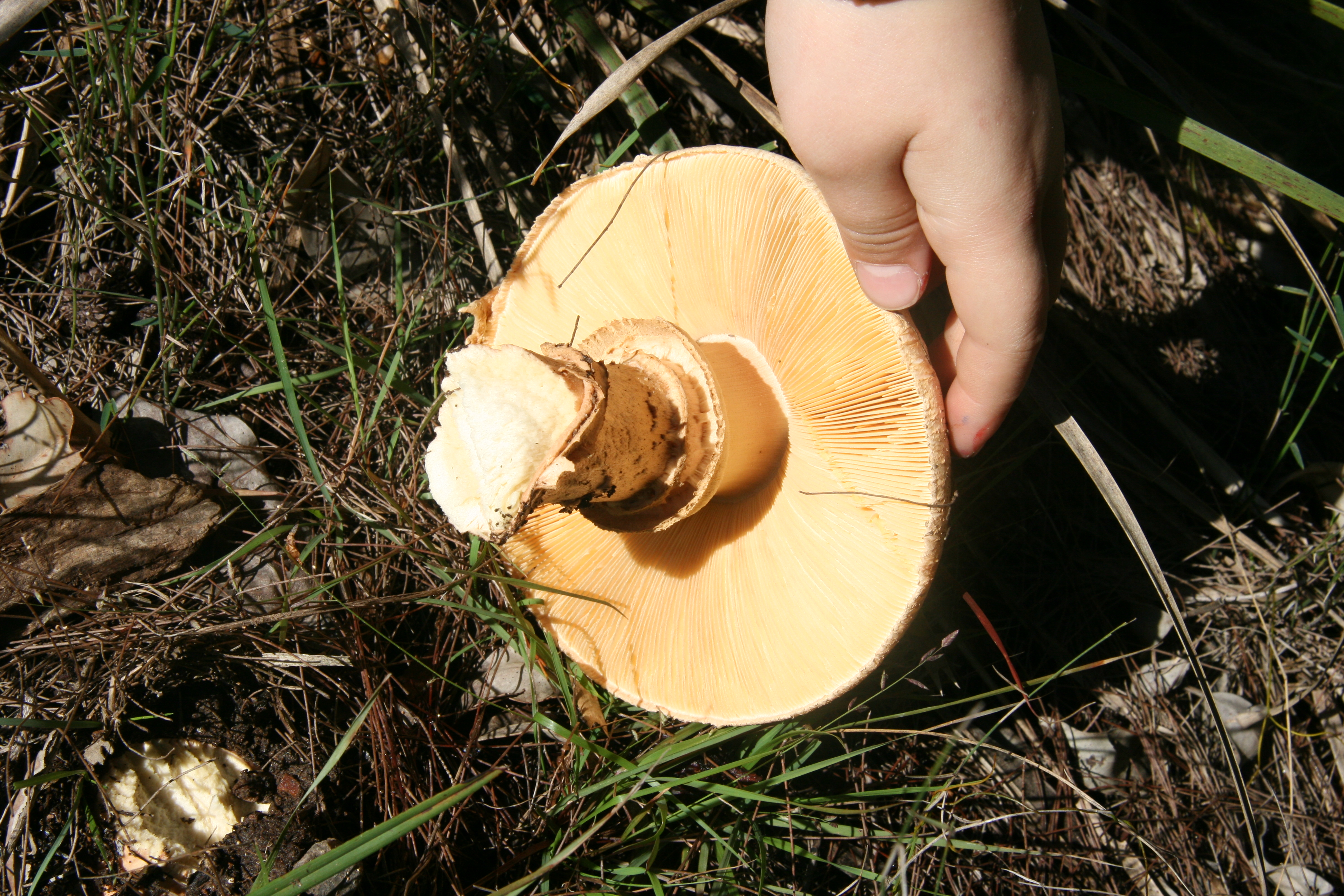
A. ochrophylla, lamele și picior (fără bulb)
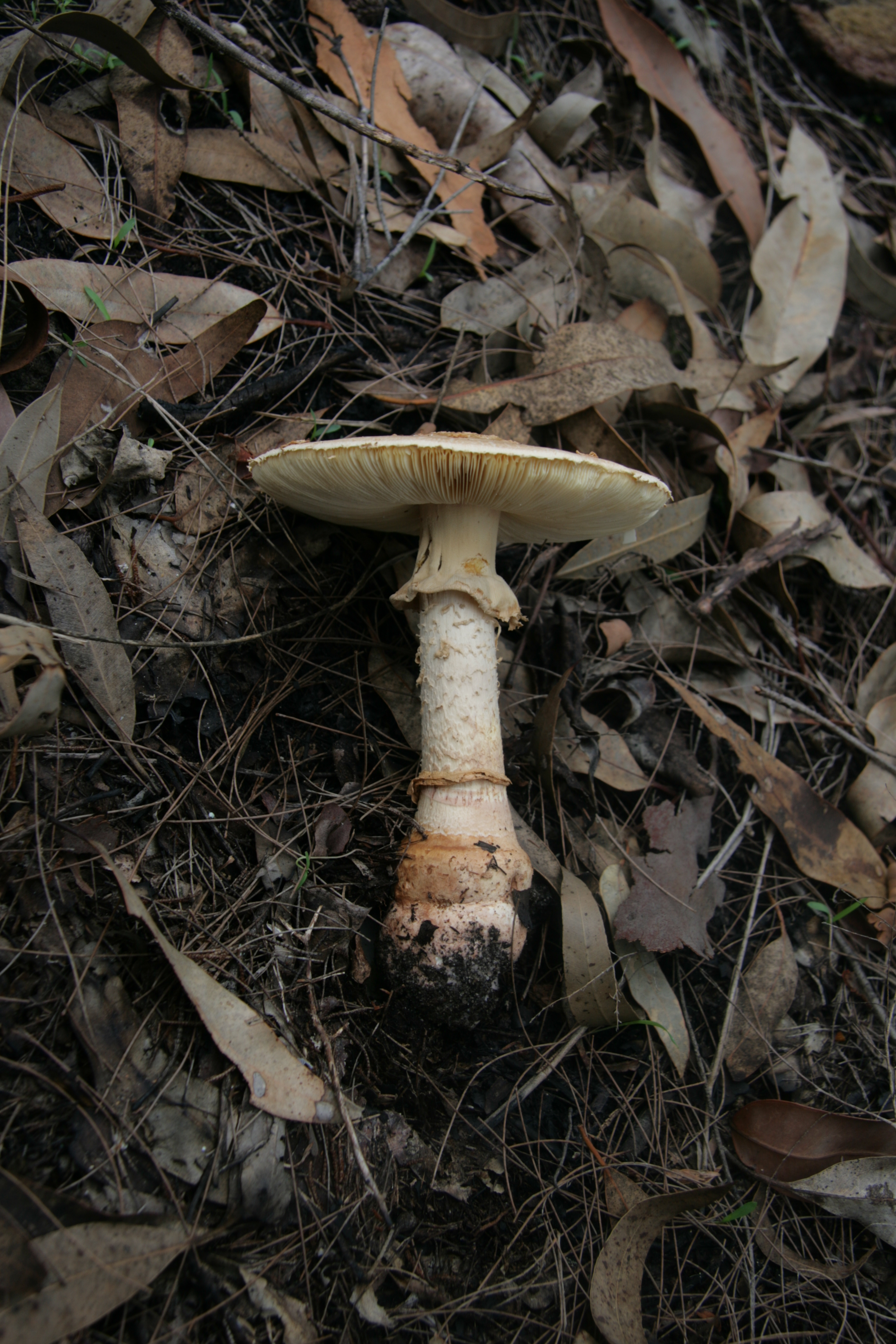
A. ochrophylla, aspect lateral cu bulb

## Valorificare
Amanita ochrophylla este din cauza mirosului dezgustător și a gustului neexistent necomestibilă. Poate însă este chiar și foarte otrăvitoare. Autorul principal al articolului a primit o cerere de la Unitatea hepatică al „Spitalului Regal Prince Alfred” din Sydney, pentru ajutor în identificarea fragmentelor de ciuperci prezente în resturile unei supe galbene consumate de un pacient. Pacientul a suferit de leziuni hepatice extreme, și nu a fost  de așteptat să supraviețuiască în următoarele 24 de ore. El a consumat cea mai mare cantitate de supă, în timp ce alți membrii ai familiei care mâncaseră și ei supa în cantități mici nu au suferit niciun efect negativ. Simptomele descrise au fost în concordanță cu otrăvirea cu amatoxină și implicarea de specii suspectate, asemănătoare cu Amanita phalloides. Poate pacientul a consumat această specie împreună cu letala Amanita volvarielloides. Dar numai bucăți mari de țesut lamelar de culoarea dovleacului cu spori elipsoidali până la alungiți, caracteristici lui A. ochrophylla au putut fi găsite în rămășițe.